# Velarifictorus ryukyuensis
Velarifictorus ryukyuensis is een rechtvleugelig insect uit de familie krekels (Gryllidae). De wetenschappelijke naam van deze soort is voor het eerst geldig gepubliceerd in 1990 door Oshiro.